# Diventerà Bellissima
Diventerà Bellissima (Español: Se volverá hermosa), también escrito #DiventeràBellissima, es un partido político regional y conservador de derecha activo en Sicilia, Italia. El partido está liderado por Nello Musumeci, el actual presidente de Sicilia, que también está afiliado a Hermanos de Italia.
El nombre del partido se inspiró en una famosa declaración sobre Sicilia de Paolo Borsellino, un juez y magistrado italiano asesinado por la mafia en 1992.

## Historia
En las Elecciones regionales de Sicilia de 2017, el partido obtuvo el 6,0% de los votos y 6 escaños en la Asamblea Regional Siciliana, y contribuyó para elegir a Musumeci al frente del gobierno regional.

## Resultados electorales

### Cámara de Diputados
| Año  | Votos         | % | Escaños | +/– | Líder          |
| ---- | ------------- | - | ------- | --- | -------------- |
| 2018 | Dentro de FdI | – | 0/630   | –   | Nello Musumeci |

### Senado de la República
| Año  | Votos         | % | Escaños | +/– | Líder          |
| ---- | ------------- | - | ------- | --- | -------------- |
| 2018 | Dentro de FdI | – | 1/315   | –   | Nello Musumeci |

### Asamblea Regional Siciliana
| Año  | Votos        | %    | Escaños | +/– | Líder          |
| ---- | ------------ | ---- | ------- | --- | -------------- |
| 2017 | 114.708 (#6) | 5,96 | 6/70    | –   | Nello Musumeci |